# Andrew Donald Booth
Andrew Donald Booth (Elmbridge, 11 febbraio 1918 – 29 novembre 2009) è stato un ingegnere, fisico e informatico britannico, noto per aver contribuito all'invenzione della memoria a tamburo magnetica e per aver ideato l'omonimo algoritmo di moltiplicazione.
Figlio di un ingegnere navale, crebbe a Weybridge e frequentò l'Haberdashers' Aske's Boys' School. Nel 1937 vinse una borsa di studio per studiare matematica al Jesus College di Cambridge. Abbandonò l'Università di Cambridge senza conseguire alcuna laurea, essendosi disinteressato alla matematica pura; in seguito si laureò all'Università di Londra.
Dal 1943 al 1945 lavorò come fisico matematico nel team dei raggi X della British Rubber Producers' Research Association (BRPRA) a Welwyn Garden City, ottenendo il dottorato in cristallografia nel 1944. Nel 1945 si trasferì al Birkbeck College dell'Università di Londra, dove il suo lavoro nel gruppo di cristallografia lo condusse a costruire alcuni dei primi calcolatori elettronici del Regno Unito, tra cui l'APEXC, installato per la prima volta nel British Rayon Research Association. Inoltre fondò il dipartimento di calcolo numerico di Birkbeck e compì studi pionieristici sulla traduzione automatica.
Dal 1972 al 1978 ricoprì la carica di presidente della Lakehead University.